# Uilleann pipes
Le uilleann pipes sono uno strumento tradizionale irlandese. Fa parte della famiglia delle cornamuse.

## Struttura
È formata da un mantice collegato ad una sacca mediante un tubo (in inglese "pipe") che a sua volta alimenta un chanter sul quale è innestata un'ancia doppia. Diversamente dalla cornamusa scozzese che è suonata mediante l'aria emessa dalla bocca, in questa cornamusa l'aria è introdotta attraverso un mantice assicurato intorno alla vita ed azionato con il braccio destro; il mantice non solo solleva il suonatore dal mantenere la pressione costante soffiando nella sacca ma permette di utilizzare aria più secca riducendo quindi gli effetti negativi dell'umidità sulla durata dello strumento e sull'accordatura. Un'altra differenza è data dal fatto che le uilleann pipes sono suonate in posizione seduta.
Le uilleann pipes si distinguono dalle altre cornamuse per un suono più dolce ed una maggiore estensione della scala; inoltre il particolare insieme di chanter, bordoni e regolatori (tipicamente tre tubi supplementari simili al chanter inseriti nella sacca e dotati di chiavi) permette di suonare, oltre alla melodia, semplici accordi ed anche un accompagnamento ritmico.

## Storia
Questa cornamusa è nata dopo il '500 ed ha finito di svilupparsi nella metà dell' '800.
Le uillean pipes sono la naturale evoluzione delle pastoral pipes inglesi, già diffuse nel Basso Medioevo. L'antenato che ha però dato origine a tutte le cornamuse ad aria fredda è lo strumento noto come border pipes, diffuso nella Scozia meridionale e nell'Inghilterra settentrionale già alla fine del XII secolo. L'evoluzione finale delle uillean pipes si è avuta alla metà del XIX secolo. 
Si possono trovare raffigurazioni delle uillean pipes, degli strumenti da cui si sono evolute e delle sue imitazioni sul continente europeo in "The bagpipes" di Fritz Schneider.

### Origine del nome
All'inizio del XVIII secolo erano le "union pipes", forse per denotare l'unione dei chanter drones con i regolatori, ma il nome in seguito è caduto in disuso. Il termine "uillean" cominciò ad essere utilizzato nel XIX secolo, la pronuncia corretta è "illen". L'uso di "uillean" è forse anche questione di ribellione al termine "union" per la sua connotazione con l'Act of Union del 1800.
Henry Grattan Flood, uno studente di musica irlandese, sosteneva che il termine "uillean" deriva dalla declinazione ablativa della parola irlandese per "gomito": uillin (cioè "con il gomito"). Citò a questo proposito anche Il mercante di Venezia di Shakespeare pubblicata nel 1600 (atto IV, sezione I, 1.55) in cui appare il termine "wollen pipes".
Breandán Breathnach ipotizzò che sarebbe stato difficile spiegare l'anglicizzazione della parola 'uillin' in 'wollen' prima del XVI secolo (quando lo strumento non esisteva ancora) e quindi il suo adattamento a 'union' due secoli dopo. È più probabile che il termine sia dovuto al fatto che molte delle prime cornamuse erano costruite con pelle di montone con la pelliccia ("wool") attaccata.

## Accordatura
Lo strumento è accordato di solito in tonalità di Re ma ne esiste una versione (detta "flat"), accordata in Do. La tonalità generale è determinata dalla lunghezza del chanter, gli altri pezzi dello strumento che i bordoni ed i regolatori sono accordati sulla stessa chiave del chanter. Un chanter lungo circa 362 mm produce una nota vicina al Re sopra il Do centrale del piano (con il La regolato a 440 Hz come nella versione "concert pitch"). Le moderne cornamuse "concert pitch" sono di invenzione relativamente recente, sperimentate da fratelli Taylor di Drogheda in Irlanda poi trasferitisi a Filadelfia, Stati Uniti, a cavallo fra il XIX ed il XX secolo. Le cornamuse "concert pitch" hanno tubi di sezione più larga e fori più grandi rispetto alle precedenti "flat" e hanno quindi un maggiore volume di suono anche se non raggiunge il livello delle cornamuse scozzesi. Furono sviluppate per poter essere utilizzate proficuamente negli auditorium più grandi che si trovavano negli Stati Uniti; attualmente è questo il tipo più utilizzato di uilleann pipes anche se molti esecutori preferiscono il suono più pieno del tipo tradizionale a foro stretto, che esiste in tonalità dal Re fino al Do♯, Do e Si♭ fino al Si.
Il suono delle uilleann pipes è sensibile alla pressione applicata alla sacca, ai cambi di temperatura e di umidità e all'abilità del suonatore: anche il migliore degli esecutori deve ritoccare e affinare periodicamente l'accordatura durante l'esecuzione. Le uilleann pipes sono suonate spesso assieme ad altri strumenti, in particolare il flauto e il bodhrán, il tamburo irlandese. Oltre alle formazioni tradizionali, i maestri dello strumento possono suonare in concerto con un'intera orchestra sinfonica. Come gli organi a canne, le uillean pipes sono accordate non secondo l'"even temperament" ma piuttosto con la vera intonazione in modo che il chanter ed i regolatori possano miscelarsi dolcemente con i tre bordoni.

## Varianti dello strumento

### Lo strumento da apprendimento

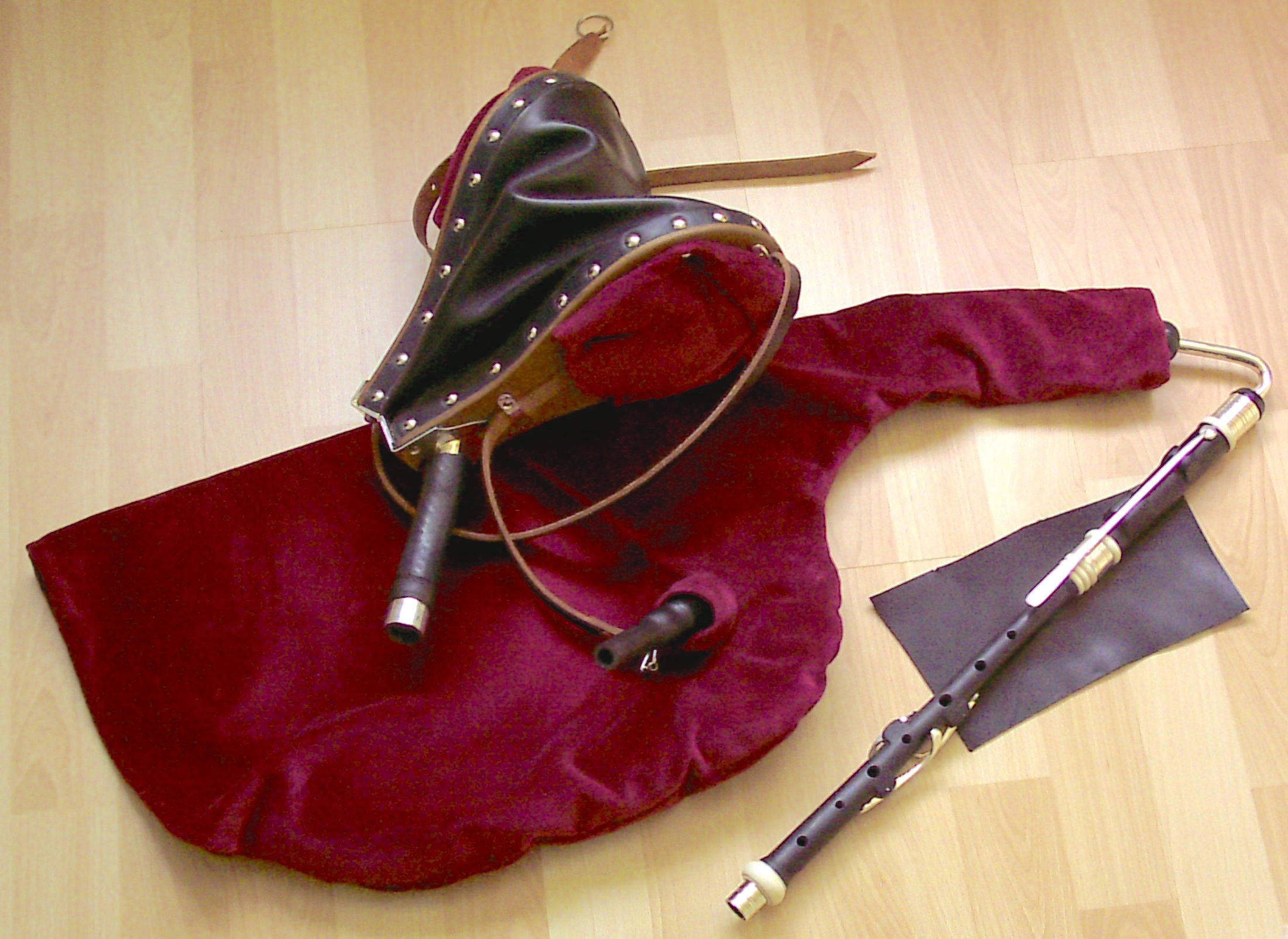
Uillean pipe - insieme per principiante

Imparare a suonare le uilleann pipes è assai complesso e, in genere, i principianti cominciano con il "practice set" (strumento da apprendimento). Questo è costituituito da:
1. la sacca
2. i mantici
3. il chanter

Il chanter è disponibile in varie tonalità: dal "concert pitch" in Re a passi di mezzo tono fino al Si, quest'ultimo è chiamato "flat set" (come ogni configurazione al di sotto del Re).
Per cominciare a suonare le uillean pipes, l'apprendista piper deve padroneggiare l'uso dei mantici, con cui occorre mantenere una pressione costante dell'aria nella sacca e contemporaneamente suonare. I principianti normalmente utilizzano il "practice set" per circa un anno prima di passare all'"half set". Nonostante il nome, il "practice set", chiamato a volte "goose" è utilizzato anche dai professionisti quando occorre utilizzare soltanto il chanter per suonare con altri musicisti sia durante le esibizioni, sia per le registrazioni.

### Lo strumento intermedio
L'"half set" è lo stadio successivo al "practice set". Come gli altri tipi di cornamusa, le uillean pipes utilizzano i bordoni costituiti da uno o più tubi che accompagnano la melodia data dal chanter con una nota costante di pedale. Le cornamuse in genere sono dotate di tre bordoni:
1. il bordone tenore, che dà il suono più acuto
2. il bordone baritono di altezza intermedia
3. il bordone basso che dà il suono più grave, un'ottava sotto la nota più bassa del chanter

I tre bordoni sono connessi alla sacca mediante un "common stock". Quest'ultimo è un cilindro cavo di legno fissato alla sacca con un laccio spesso. I bordoni si fissano al "common stock" come i regolatori. Il common stock e i bordoni sono tenuti appoggiati sulla coscia destra. Negli altri tipi di cornamusa i bordoni sono tenuti sopra la spalla, rivolti verso l'altro, appoggiati sul braccio destro o sinistro e lasciati pendere davanti allo strumento, secondo le varie tipologie costruttive.
I bordoni possono essere disattivati mediante una chiave connessa al common stock. Il "piper" (suonatore di uilleann pipes) è in grado di attivare e disattivare i vari bordoni in modo indipendente uno dall'altro (applicando un po' più pressione sulla sacca e chiudendo l'estremità del bordone) o tutti insieme usando questa chiave. Questo rende lo strumento più versatile e utilizzabile non solo come "half set" ma anche come "practice set" per esercitarsi sull'uso dei bordoni. I bordoni, a differenza del chanter e dei regolatori, utilizzano un'ancia semplice.

### Lo strumento completo
Il "full set" è, come dice il nome, lo stadio più completo (e complesso) delle uilleann pipes. Questo è costituito da un "half set" con l'aggiunta di tre "regolatori". Questi sono tre chanter chiusi fuoriuscenti anch'essi dal common stock. Il regolatore è dotato di chiavi (cinque per il tenore e quattro per il baritono ed il basso) per accompagnare la melodia data dal chanter con accordi (limitati) o note singole per enfatizzare e sostenere note specifiche. I regolatori sono aggiunti al common stock: il tenore ed il baritono sopra i bordoni mentre il basso è sul lato del common stock (posto verso il ginocchio del piper). Occorrono almeno tre anni prima di cominciare a suonare l'insieme completo poiché è difficoltoso suonare la melodia, pompare sui mantici, tenere una pressione costante nella sacca e suonare i regolatori contemporaneamente. I regolatori naturalmente non possono essere usati con le dita o con entrambe le mani quindi sono utilizzati con il palmo della mano destra. Alcuni suonatori aggiungono un ulteriore regolatore in chiave di Fa chiamato "doppio basso". I regolatori utilizzano un'ancia doppia come il chanter.

### Il chanter
Il chanter è il componente principale delle uilleann pipes. È usato per suonare la melodia. Il chanter delle uilleann pipes è diverso da quello di ogni altra cornamusa. Ha nove fori (in chiave di Re): Re basso, Mi bemolle, Mi, Fa#, Sol, La, Si, Do#, Re minore. Molti chanter sono adattati con sei o sette fori per permettere di suonare tutti i semitoni della scale. Il chanter è posto sul ginocchio destro in modo da poter chiudere il foro posto in basso (di solito con una striscia di pelle posta sul ginocchio chiamata "popping strap" per poter chiudere efficacemente il flusso d'aria o altrimenti con una valvola azionata dalla forza di gravità). Per ottenere il Re basso il chanter è sollevato dal ginocchio. Per tutte le altre note (tranne che per alcuni effetti particolari o per variare volume e tono) il chanter è tenuto appoggiato al ginocchio. Per ottenere l'intera scala cromatica, possono essere utilizzati incroci di dita o chiavi ausiliarie. Una caratteristica del chanter è che può produrre note in staccato perché il piper può chiuderlo da sotto, un'altra caratteristica è il grande intervallo di timbri differenti che può essere ottenuto sia con le dita che sollevando il chanter dal ginocchio, questo dà alle uilleann pipes una dinamica maggiore che alle altre cornamuse. È possibile ottenere anche un vibrato battendo col dito sotto la nota aperta del chanter. La nota più bassa è possibile suonarla in due "modalità": "Re dolce" e "Re duro". Il Re duro è più forte e stridulo che quello normale e si ottiene applicando una pressione leggermente maggiore sulla sacca e dando un colpetto col dito su una nota più alta di quella che si sta suonando. Il re duro è usato molto spesso. Il chanter utilizza un'ancia doppia molto complessa, simile a quella del fagotto. Diversamente dal fagotto e dagli altri strumenti ad ancia, l'ancia delle uilleann pipes dev'essere fabbricata in modo da produrre accuratamente due ottava intere accuratamente senza la possibilità di regolazione fine possibile con le labbra; solo la pressione della sacca e le dita possono essere usate per mantenere la corretta intonazione di ogni nota. È questo il motivo che rende così difficile fabbricare le ance per il chanter. Queste ance spesso sono chiamate "la disperazione del piper" per via della difficoltà di manutenzione e di regolazione sia per i regolatori che per il chanter.